# Emblyna maxima
Emblyna maxima là một loài nhện trong họ Dictynidae.
Loài này thuộc chi Emblyna. Emblyna maxima được Richard C. Banks miêu tả năm 1892.